# Bernabé Zapata Miralles
Bernabé Zapata Miralles (* 12. ledna 1997 Valencie) je španělský profesionální tenista. Ve své dosavadní kariéře na okruhu ATP Tour nevyhrál žádný turnaj. Na challengerech ATP a okruhu ITF získal dvanáct titulů ve dvouhře a jeden ve čtyřhře.
Na žebříčku ATP byl ve dvouhře nejvýše klasifikován v květnu 2023 na 37. místě a ve čtyřhře v srpnu téhož roku na 404. místě. Trénují ho Carlos Navarro´a Samuel Ribeiro.
Ve španělském daviscupovém týmu debutoval v roce 2023 valencijskou základní skupinou finále proti Česku. V duelu podlehl Tomáši Macháčovi. Češi zvítězili 3:0 na zápasy.

## Soukromý život
Narodil se roku 1997 ve Valencii do rodiny Wilfreda Zapaty a Lucii Mirallesové. Má sestry Martu a Belen. K tenisu jej v pěti letech přivedl starší bratr David. Ve čtrnácti letech jej začal trénovat Carlos Navarro. Za preferovaný povrch uvedl ve Španělsku tradiční antuku a jako silný úder forhend. Jeho manželkou se stala Miriam Zapatová.

## Tenisová kariéra
Na okruhu ATP Tour debutoval ve dvaceti jedna letech květnovým Geneva Open 2018 po zvládnuté kvalifikaci. Na úvod dvouhry porazil devadesátého muže žebříčku Floriana Mayera, než jej vyřadil sedmý nasazený Ital Andreas Seppi. V září 2020 vybojoval první challengerový titul, když ovládl turnaj v severoitalském Cordenons dotovaný 88 520 eury. Ve finále zdolal 17letého juniora Carlose Alcaraze z třetí světové stovky po třísetovém průběhu. Druhý vítězný zápas v hlavní soutěži túry ATP dosáhl na březnovém Dubai Tennis Championships 2021, kde opět prošel kvalifikační soutěží. Přes australskou světovou čtyřicítku Johna Millmana postoupil do druhého kola, v němž jej zastavil třicátý sedmý hráč světa Lorenzo Sonego.

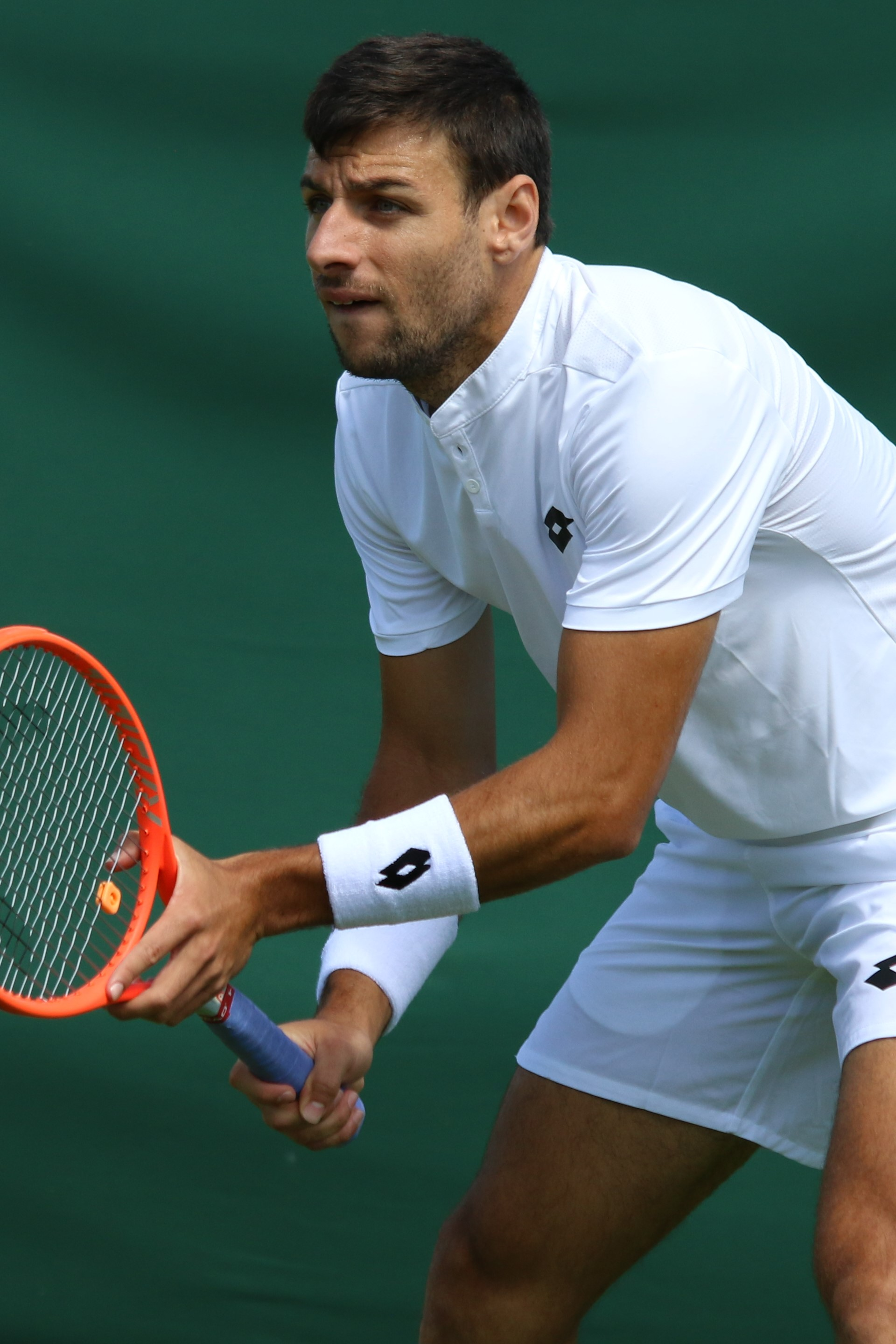
Příjem v kvalifikaci Wimbledonu 2022

Debut v hlavní soutěži grandslamu zaznamenal v mužském singlu French Open 2021 po zvládnuté tříkolové kvalifikaci, v jejímž závěru přehrál Australana Marca Polmanse. V úvodním pařížském kole však nenašel recept na Alcaraze. První utkání na majorech vyhrál během US Open 2021, kde si v pětisetové bitvě poradil s dalším krajanem Felicianem Lópezem. Oběma španělským soupeřům patřila na žebříčku 97. příčka. Do série Masters premiérově zasáhl na Monte-Carlo Rolex Masters 2022 po průchodu kvalifikací. V prvním utkání dvouhry ale podlehl členu elitní třictíky Alexi de Minaurovi. V pěti předchozích kvalifikačních soutěžích mistrovské kategorii skončil vždy v prvním kole.
Na French Open 2022 se stal prvním Španělem v historii, jenž v grandslamové dvouhře postoupil z kvalifikace až do čtvrtého kola. Ve druhé fázi poprvé zdolal člena elitní světové patnáctky, čtrnáctého v pořadí Taylora Fritze a poté v pěti setech i světovou šestadvacítku Johna Isnera. Cestu soutěží v osmifinále ukončil třetí hráč klasifikace Alexander Zverev. Bodový zisk jej po skončení, 6. června 2022, premiérově posunul do první světové stovky. Na žebříčku se posunul ze 130. na 97. místo.
Na úvod únorového Córdoba Open 2023 porazil v nejdelším utkání turnaje, časem 3 hodiny a 26 minut, krajana Roberta Carballese Baenu. Následně však podlehl Chilanovi Tomási Barriosovi Verovi z třetí světové stovky. První kariérní semifinále si zahrál na dvou navazujících turnajích, Argentina Open 2023 a Rio Open 2023. V následném vydání světové klasifikace z 27. února 2023 se posunul na nové maximum, 42. příčku. Do osmifinále Mastersu se poprvé probojoval na antukovém Mutua Madrid Open 2023.

## Tituly na challengerech ATP a okruhu ITF
| Legenda                |
| ---------------------- |
| Challengery (4 D; 0 Č) |
| ITF (8 D; 1 Č)         |

### Dvouhra (12 titulů)
| Č.  | datum         | turnaj                    | povrch     | poražený finalista      | výsledek                     |
| --- | ------------- | ------------------------- | ---------- | ----------------------- | ---------------------------- |
| 1.  | červenec 2015 | Gandia, Španělsko         | antuka     | Albert Alcaraz Ivorra   | 1–6, 7–5, 7–6(7–2)           |
| 2.  | listopad 2015 | Marsá al-Qantáwí, Tunisko | tvrdý      | Anis Ghorbel            | 6–4, 6–4                     |
| 3.  | duben 2016    | Majadahonda, Španělsko    | antuka     | Bastian Malla           | 6–7(4–7), 7–6(8–6), 4–0skreč |
| 4.  | srpen 2016    | Vigo, Španělsko           | antuka     | Alberto Brizzi          | 6–3, 6–3                     |
| 5.  | září 2016     | Madrid, Španělsko         | antuka (h) | Gonzalo Villanueva      | 6–2, 6–1                     |
| 6.  | červen 2017   | Kaltenkirchen, Německo    | antuka     | Nik Razborsek           | 6–4, 7–5                     |
| 7.  | červenec 2017 | Getxo, Španělsko          | antuka     | Carlos Taberner         | 6–3, 3–6, 6–3                |
| 8.  | červenec 2017 | Gandia, Španělsko         | antuka     | Sergio Gutiérrez Ferrol | 6–3, 5–7, 7–5                |
| 9.  | září 2020     | Cordenons, Itálie         | antuka     | Carlos Alcaraz          | 6–2, 4–6, 6–2                |
| 10. | květen 2021   | Heilbronn, Německo        | antuka     | Daniel Elahi Galán      | 6–3, 6–4                     |
| 11. | srpen 2021    | Poznaň, Polsko            | antuka     | Jiří Lehečka            | 6–3, 6–2                     |
| 12. | srpen 2022    | Meerbusch, Německo        | antuka     | Dennis Novak            | 6–1, 6–2                     |

### Čtyřhra (1 titul)
| Č. | datum     | turnaj              | povrch | spoluhráč        | poražení finalisté                           | výsledek |
| -- | --------- | ------------------- | ------ | ---------------- | -------------------------------------------- | -------- |
| 1. | září 2015 | Sabadell, Španělsko | antuka | Viktor Durasovic | Juan Samuel Arauzo Martinez Jean-Marc Werner | 6–4, 6–1 |